# Parafia Najświętszego Serca Pana Jezusa w Kitchener
Parafia Najświętszego Serca Pana Jezusa w Kitchener (ang. Sacred Heart Parish) – parafia rzymskokatolicka położona w Kitchener, w prowincji Ontario w Kanadzie.
Jest ona parafią wieloetniczną w diecezji Hamilton, z mszą św. w j. polskim dla polskich imigrantów.
Ustanowiona w 1912 roku. Parafia została dedykowana Najświętszemu Sercu Jezusowemu.

## Historia
W styczniu 1912 roku, biskup Hamilton, Thomas Dowling, utworzył parafię Najświętszego Serca Pana Jezusa, a jej pierwszym proboszczem został ks. Paweł Sobczak. 30 lipca 1916 roku, pobłogosławiono teren pod budowę nowego kościoła. W 1918 roku zakończono budowę kościoła i kościół został poświęcony przez ks. Stanisława Foerster.
3 maja 1962 roku, umieszczono w kościele kopię obrazu Matki Boskiej Częstochowskiej, pobłogosławioną przez kardynała Stefana Wyszyńskiego w Częstochowie.

## Szkoły
- Sacred Heart School

## Nabożeństwa w j. polskim
- Niedziela – 8:30; 11:30